# Пукара
Пукара (на езика кечуа: крепост) е традиционно обозначение на фортификационни съоръжения на древните андски култури от Еквадор до централните части на Чили и Аржентина.
Най-често „пукара“ са свързани с цивилизацията на инките, макар някои съоръжения да са дело на предходни култури и народи, покорени впоследствие от инките.
С названието „пукара“ испанците наричали също земните съоръжения на народа мапуче по време на Арауканската война.
Според американския археолог Амбер Андерсон пукарите в Северен Еквадор са „най-епохалните структури в Южна Америка, по-забележителни дори от небостъргачите на Рио де Жанейро и Сантяго“. Пукарите структурно са свързани с архитектурата на олмеките и индианците шошони в Северна Америка и приличат на руския детинец, където се е строяло с използването на непривични материали (яйца за спойка вместо хоросан и др.). Това предполагаемо доказва наличието на предкулумбов културен обмен със Северна Азия и Америка, при който на определени места са се разменяли идеи, стоки и други.